# Alfred Ohlson

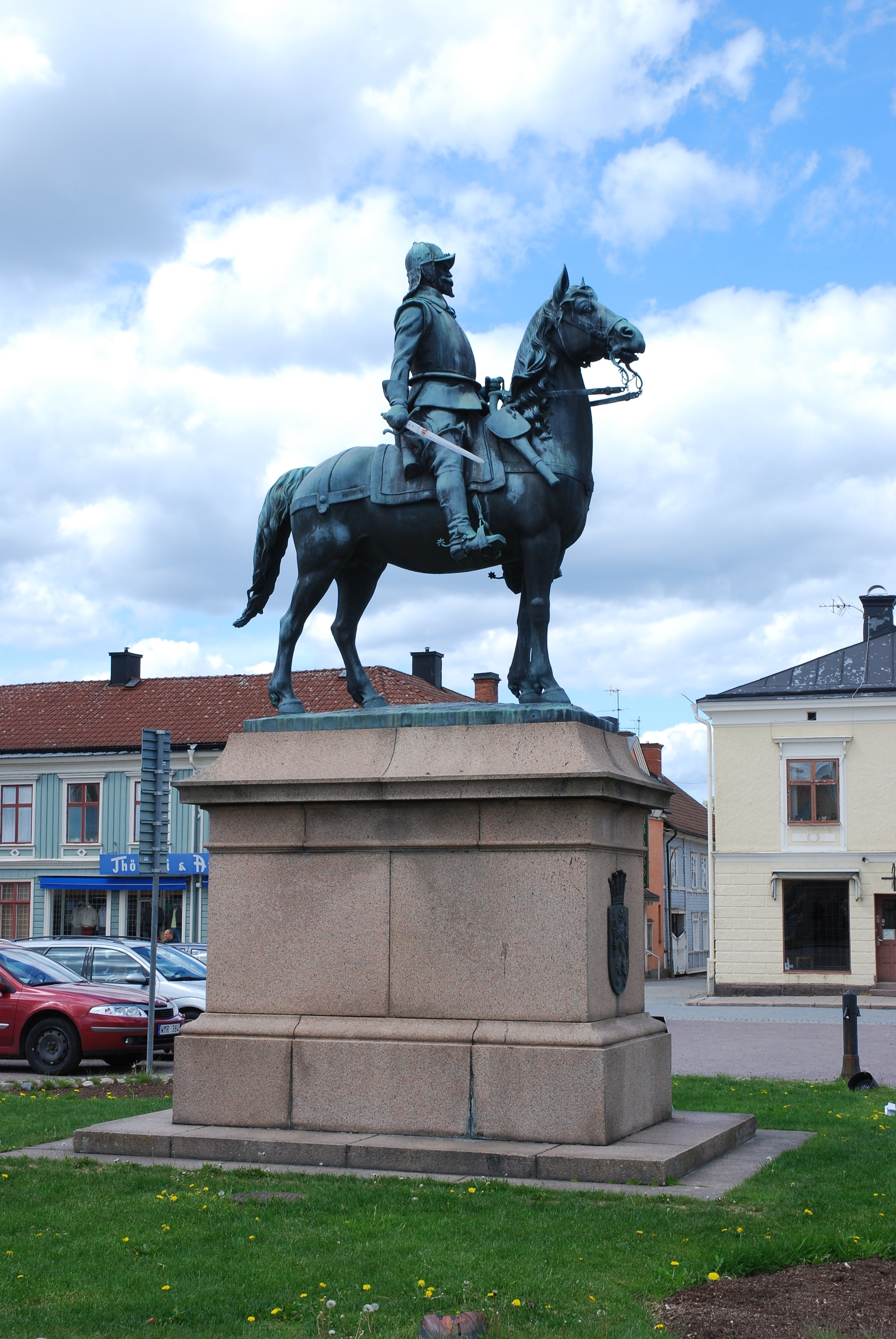
Smålandsryttaren i Eksjö.

Karl Alfred Ohlson, född den 13 februari 1868 i Stockholm, död där den 7 maj 1940, var en svensk skulptör och gravör.

## Biografi
Alfred Ohlson var son till snickaren Jöns Olson och Frederika Margaretha Wilhelmina Scharin. Han var i huvudsak självlärd, men gick en kort kurs på Tekniska skolan i Stockholm. Han arbetade i sin ungdom som yrkesbildhuggare i trä och sten och utförde bland annat figurer för Skara domkyrkas portal. Alfred Ohlson gravsattes i Gustav Vasa kyrkas kolumbarium i Stockholm.

## Verk
Bland han verk märks främst:
- Samtliga portaler i sten till Gustaf Vasa kyrka i Stockholm, från 1906.
- Hans kopiering av Sankt Göran och draken i Stockholm i Stockholm, vilken 1912 göts i brons och restes på Köpmanbrinken i Stockholm.
- Granitstatyn av Karl XIV Johan i Örebro från 1919
- Smålandsryttaren i Eksjö från 1929.

Ohlson är representerad vid bland annat Nationalmuseum i Stockholm.

## Fotogalleri

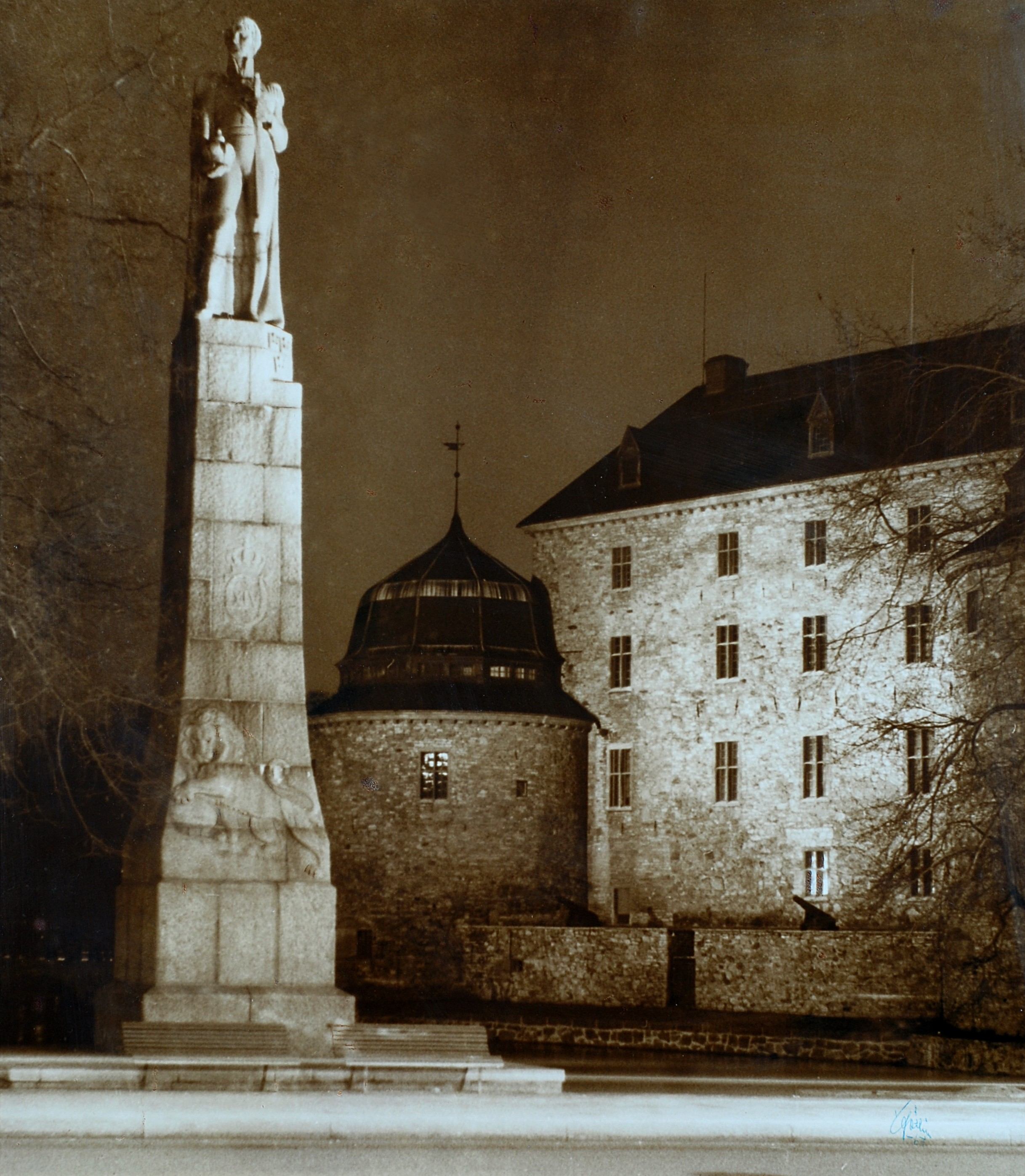
Karl XIV Johan-statyn i Örebro (sepia, 1964).
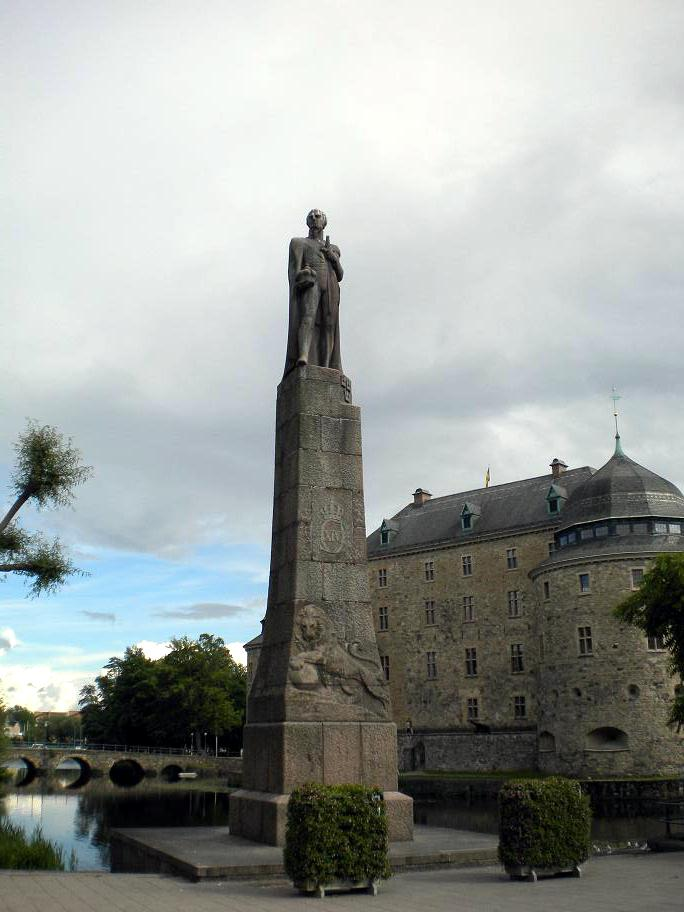
Karl XIV Johan-statyn i Örebro (2009).
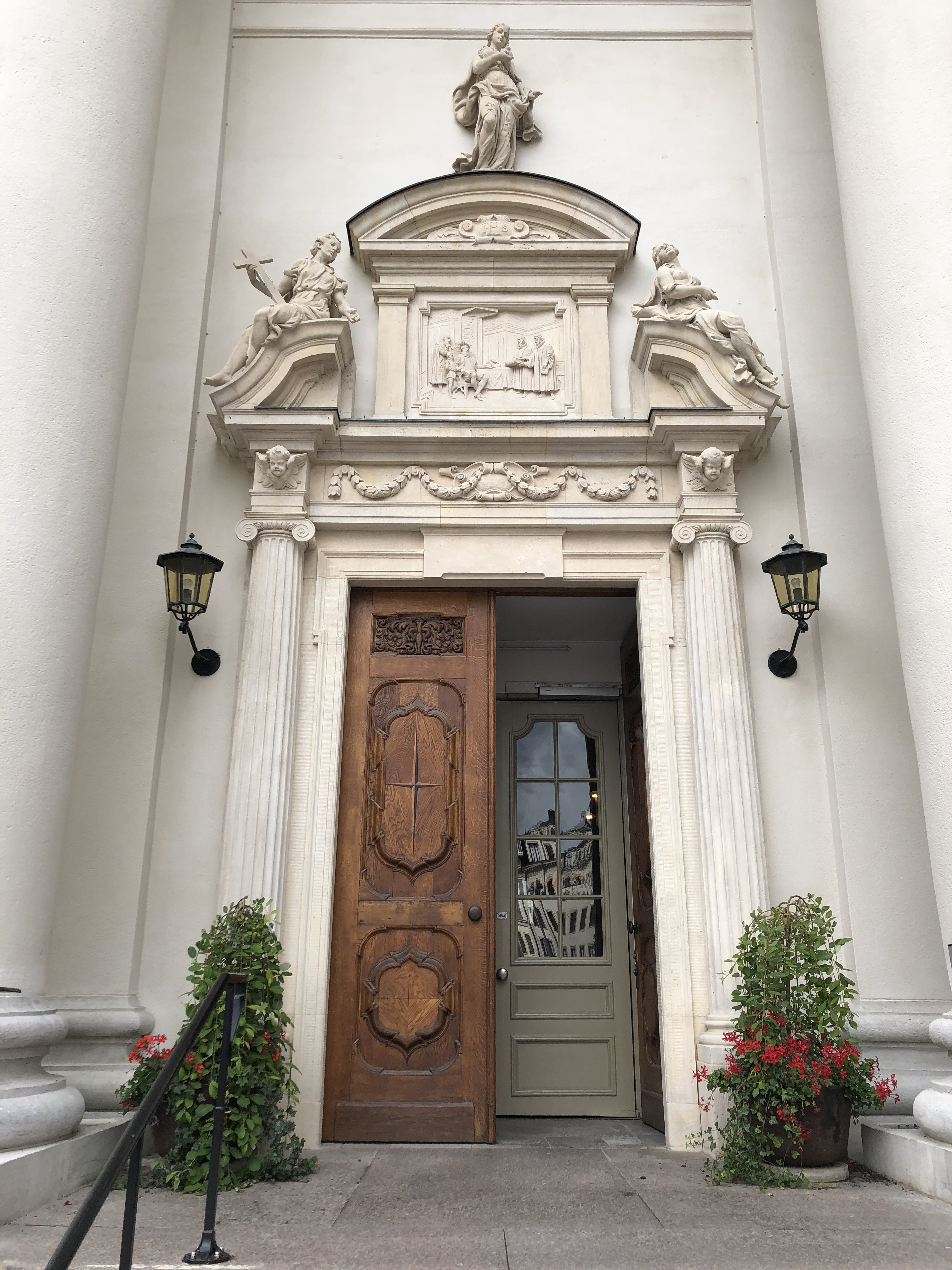
Huvudportalen till Gustav Vasa kyrka i Stockholm.